# Pentacta hedingi
Pentacta hedingi is een zeekomkommer uit de familie Cucumariidae.
De wetenschappelijke naam van de soort werd in 1940 gepubliceerd door Albert Panning.